# Тиле, Фриц
Фриц Ти́ле (нем. Fritz Thiele; 14 апреля 1894, Берлин — 4 сентября 1944, Плётцензее) — генерал-лейтенант вермахта, участник движения Сопротивления и заговора 20 июля.

## Биография
Родился 14 апреля 1894 года в Берлине. В 1914 году поступил на службу в Германскую имперскую армию и прошел подготовку на офицера связи. После участия в Первой мировой войне принят в рейхсвер. В 1925 году в звании обер-лейтенанта 6-го (прусского) отдела связи опубликовал книгу «К истории войск связи в 1899–1924 годах».
С 1936 года служил в военном министерстве. В 1940 году назначен начальником отдела связи вермахта в Верховном командовании вермахта. В этом качестве познакомился с начальником связи сухопутных войск генералом Эрихом Фельгибелем и его заместителем полковником Куртом Ханом. 1 января 1944 года ему было присвоено звание генерал-лейтенанта.
Участвовал в подготовке операции «Валькирия» с целью убийства Адольфа Гитлера. 20 июля 1944 года около 13 часов Тиле первым в Бендлер-блоке получил известие о провале покушения. Об этом ему сказал по телефону Фельгибель: «Произошло что-то ужасное. Фюрер жив». Лишь в 15 часов Тиле  сообщил другим заговорщикам о противоречивых сведениях из ставки фюрера и выступил против продолжения попытки государственного переворота. После ареста Фельгибеля сначала принял на себя его обязанности.
11 августа был арестован гестапо. Приговорен Народной судебной палатой к смертной казни и 4 сентября 1944 года повешен в тюрьме Плетцензее.